# Менхетн (Илиноис)
Менхетн (енгл. Manhattan) град је у америчкој савезној држави Илиноис.

## Демографија
По попису из 2010. године број становника је 7.051, што је 3.721 (111,7%) становника више него 2000. године.
| Група             | 2000.         | 2010.         |
| Белци             | 3.185 (95,6%) | 6.404 (90,8%) |
| Афроамериканци    | 7 (0,2%)      | 79 (1,1%)     |
| Азијати           | 7 (0,2%)      | 53 (0,8%)     |
| Хиспаноамериканци | 101 (3,0%)    | 445 (6,3%)    |
| Укупно            | 3.330         | 7.051         |